# Терминатор 3: Побуна машина
Терминатор 3: Побуна машина (енгл. Terminator 3: Rise of the Machines; понекад кратко Терминатор 3 или Т3) је научнофантастични филм из 2003. године, који је режирао Џонатан Мостов. Главне улоге играју Арнолд Шварценегер, Кристана Локен, Ники Стал и Клер Дејнс. Филм је наставак филмова Терминатор (1984) и Терминатор 2: Судњи дан (1991). 
И овог пута Скајнет је послао робота, сада у обличју жене, са циљем да убије Џона Конора, вођу покрета отпора против робота.
Четврти филм и серијала, под насловом Терминатор: Спасење, снимљен је 2009. године.

## Радња
Десет година након догађаја из претходног филма, Џон Конор живи као бескућник у Лос Анђелесу након смрти његове мајке, Саре Конор. Иако рат између људи и Скајнетових машина није почео 1997. године, како је првобитно било предсказано, Џон је и даље у страху од њега. У немогућности да лоцира Џона у прошлости, Скајнет шаље нови модел Терминатора, Т-Икс, овог пута у обличју жене, уназад кроз време у Џонову садашњост да, уместо тога, убије остале високорангиране припаднике будућег покрета људског отпора, осигуравајући тиме Скајнетов успон. Отпор пошаље репрограмирани стари модел Терминатора (Т-800/Модел 101) да заштити Т-Иксове мете, укључујући Џона и његову будућу жену, Кејт Брустер.
Након што убије неколицину осталих мета, Т-Икс лоцира Кејт и Џона у ветеринарској ординацији, где Кејт ради. Џон постаје Т-Иксова примарна мета, али он и Кејт побегну уз Терминаторову помоћ. Терминатор их одведе до маузолеја у којем је наводно похрањена Џонова мајка. У њеној гробници проналазе тајно складиште оружја остављеног на Сарин захтев у случају да се догодио Судњи дан. Полиција стиже и долази до пуцњаве. Т-Икс их такође јури, али они побегну. Терминатор открива да су Џонове и акције његове мајке само одгодиле Судњи дан и да је његов план да одвезе Џона и Кејт у Мексико да би избегли радијацију када Скајнет отпочне свој нуклеарни напад у 18:18. Џон нареди Терминатору да их одведе до Кејтиног оца, генерала Америчког ратног ваздухопловства. У садашњости, генерал Роберт Брустер надзире развој Скајнета за компанију Сајбер Рисерч Системс (CRS), која такође развија и аутономно оружје. Терминатор пристане да их одведе у CRS на Кејтин захтев. Терминатор открива да је он убио Џона 4. јула 2032. и да га је Кејт послала уназад кроз време након што је заробљен и репрограмиран, те да стога само она може да му издаје наређења.
У међувремену, у CRS-у, генерал Брустер се суочава са притиском од стране начелника Здруженог генералштаба оружаних снага САД да активира Скајнет да спречи аномални компјутерски вирус непознатог порекла да нападне сервере широм света, не знајући да је вирус, у ствари, сâм Скајнет, који успоставља контролу над њима. Џон и Кејт стижу прекасно да би могли спречити активирање Скајнета. Т-Икс рањава генерала Брустера и активира CRS-ове машине опремљене оружјем, које побију запослене. Пре него што подлегне повредама, генерал Брустер саопшти Кејт и Џону локацију за коју Џон мисли да је Скајнетово системско језгро. Џон и Кејт оду до хангара да узму Брустеров једномоторни авион; њихово одредиште је Кристал Пик, атомско склониште направљено испод планинског венца Сијера Невада. Након краћег окршаја, Т-Икс тешко оштети Терминатора, затим га репрограмира да убије Џона. Т-Икс прогони Џона и Кејт кроз просторије CRS-а, али упадне у клопку када се активира убрзавач честица и магнетно поље залепи Т-Икс за акцелератор. Терминатор, онеспособљен да контролише своје спољашње функције, али и даље свестан, покушава да убије Џона. Након што га Џон убеди да одбаци контролу Т-Икс, Терминатор намерно искључи свој искварени систем, омогућивши Џону и Кејт да побегну. Убрзо након тога, Терминаторов систем се рестартује.
Након што Џон и Кејт стигну до Кристал Пика, Т-Икс стиже хеликоптером. Пре него што може да их нападне, рестартовани Терминатор стигне другим хеликоптером и зарије се у Т-Икс, смрвивши га. Т-Икс се извуче из олупине и покуша да се увуче у бункер у потрази за Џоном и Кејт. Терминатор успе да задржи врата бункера довољно да се Џон и Кејт закључају унутра, а затим употреби једну од својих хидрогенских батерија да уништи и себе и Т-Икс.
Џон и Кејт открију да Кристал Пик није Скајнетово језгро, већ атомско склониште и командни центар за владу и војне званичнике. Скајнет нема језгро и постао је део кибер-простора (сајберспејса) након што је развио сопствену свест. Судњи дан почиње испаљивањем нуклеарних пројектила од стране Скајнета широм света, отпочињући нуклеарни холокауст који побије милијарде. Џон и Кејт почињу да примају поруке путем радија; Џон преузме команду и почне да одговара на радио-позиве, тешка срца прихвативши сопствену судбину.

## Улоге
| Глумац             | Улога                  |
| ------------------ | ---------------------- |
| Арнолд Шварценегер | Терминатор             |
| Ник Стал           | Џон Конор              |
| Кристана Локен     | Т-Икс                  |
| Клер Дејнс         | Кетрин „Кејт” Брустер  |
| Дејвид Ендруз      | генерал Роберт Брустер |
| Марк Фамиглијети   | Скот Мејсон            |
| Ерл Боен           | др Питер Силберман     |